# Octavius Norreen
Octavius Richard Holger Norreen (1907-1993) var dansk kriminalbetjent, som blev medlem af Danmarks Nationalsocialistiske Arbejderparti (DNSAP), officer i Frikorps Danmark under Waffen-SS, senere medlem af Schalburgkorpset og i de sidste uger af besættelsen chef for HIPO, og som ved retsopgøret efter besættelsen blev dømt til døden, hvilket dog efter appel blev ændret til 20 års fængsel.

## Familieforhold, uddannelse, erhverv og opholdssteder
Han blev født den 12. maj 1907 i Vor Frue sogn i Aalborg som søn af tandtekniker Hans Peter Julius Nielsen Norreen og hustru Marie Konstance, født Wadt, med bopæl på Nytorv 15 i Aalborg. Han havde fire yngre søskende – to drenge og to piger.
Han blev student i 1927 fra Ordrup Gymnasium og i 1930 løjtnant af reserven. Fra april 1932 var han ansat ved Rigspolitiet i København, hvor han arbejdede i Rigsregistraturen og blev kriminalbetjent. 
Han havde i foråret 1945 bopæl i Tokkekøb Hegn i villaen ”Brynet” på Tokkekøbvej 58 (nu: Skovbrynet 3) i Lillerød, men holdt i starten af maj måned 1945 til i en villa på Tonysvej 43 i Charlottenlund.
Han blev gift 31. december 1959 med Christel Emilie Ipsen (1939-1998), men hvem han fik tre døtre.

## Medlemskab af DNSAP
Han var stærkt national, ikke mindst sønderjysk engageret, og var en tid medlem af Konservativ Ungdom, men gik i sommeren 1940 ind i DNSAP, hvor han kom med i den nazistiske politigruppe. At han var inkarneret nazist, bekræftes af hans dagbogsoptegnelser, der viser en stærk tro på nationalsocialismen. Han var desuden med i Politiets Sprogforening (med tysk som speciale), der blev ledet af den senere chef for Schalburgkorpsets Efterretningstjeneste (ET) Erik Victor Pedersen.

## Tjeneste i Frikorps Danmark under Waffen SS
I 1943 meldte han sig til Frikorps Danmark for to år, hvor han efter uddannelse i Grafenwöhr, Potsdam og Paris blev sendt til Regiment Danmark på østfronten, herunder såkaldt ”partisanbekæmpelse” i Kroatien, med rang af SS-Obersturmführer. Han blev af Schalburgkorpsets chef, K.B. Martinsen karakteriseret som en officer, der i den danske hær havde været kendt som meget samvittighedsfuld og dygtig, som overbevist nationalsocialist og som energisk deltager i den vanskelige politiske kamp, men han blev i april 1944 sendt til Danmark – angiveligt på eget initiativ på grund af utilfredshed med den tyske ledelse af Regiment Danmark. Norreen anså mange af de danske østfrontfrivillige for ”en hoben menneskeligt affald”, der ikke levede op til hans politiske og moralske idealer.

## Tjeneste i Schalburgkorpset og HIPO
Som en af Erik Victor Pedersens bekendte fra politikorpset blev han ved sin hjemkomst til Danmark udpeget til auditør i Schalburgkorpset. Ved besættelsesmagtens opløsning af det danske politi den 19. september 1944 – kaldet ”Aktion Möve” – var det ET-folk fra Schalburgkorpset i Frimurerlogen, der bistod tysk politi i overfaldet på danske politistationer, herunder Norreen, der ledede aktionen mod politistationen i Ballerup, hvor han sammen med ET- og Schalburg-folk og to tyske politimænd anholdt de tilstedeværende otte betjente, lod de betjente, der ikke var på stationen, eftersøge, og pågreb seks flygtende politifolk fra det indre København, hvoraf én siden omkom i tysk fangelejr.
Efter Aktion Möve ændrede Efterretningstjenesten navn til HIPO (Hilfspolizei), og han blev som auditør i ET udset til at organisere HIPO og indgik i HIPO-ledelsen sammen med chefen Erik Victor Pedersen – nu med rang af kaptajn – overløjtnant og adjudant Mogens Reholt samt overløjtnant Frederik Mortensen. I ledelsens møder deltog ofte tillige SS-general Günther Panckes adjudant, Otto Mayr, som repræsenterede pengekassen og videregav generalens direktiver. Ifølge politirapporter stod Norreen for at undersøge politi- og militærfolks politiske indstilling samt at spionere og udføre efterforskningsopgaver i tysk interesse. Ved nytår 1944/1945 fik han en endnu mere central position, da han fra Mogens Reholt overtog ansvaret for det uniformerede HIPO. Norreen blev efter likvideringen af HIPO-chef Erik Victor Pedersen 19. april 1945 ved en efterfølgende mindeappel for ET-personellet på Dagmarhus af tyskerne udpeget som ny øverste chef for HIPO. Ved samme lejlighed blev der informeret om forestående repressalier, der skulle blive kendt som ”den københavnske bombenat”, hvor HIPO gennemførte et større antal sprængninger, og hvor der blev foretaget flere gengældelsesdrab og et antal mislykkede drabsforsøg.

## Likvideringsforsøg
Efter længe at have stået på Holger Danskes liste over likvideringsmål lokaliserede modstandsgruppen hans opholdssted til en villa på Tonysvej 43 i Charlottenlund, som var beboet af en ”grosserer H. Jensen”. Likvideringsopgaven blev lagt i hænderne på Gunnar Dyrbergs gruppe, som den 2. maj 1945 observerede, at Norreen kom hjem i en HIPO-bil, som var kørt igen, og at der ingen vagter var ved villaen. Da alt var stille og mørkt natten til den 3. maj kastede gruppen et kilo sprængstof ind gennem stuevinduet. Ved sprængningen blev villaen totalt ødelagt, men de fire beboere – alle HIPO-folk – slap ud, herunder Norreen, som kun fik mindre skader; da han godt en uge senere blev arresteret, havde han armen i bind, men var ellers uskadt. 

## Retsopgøret
Et fotografi fra 11. maj 1945 viser ham på vej til afhøring, hvorfra han flygtede, men blev fanget igen i København.
Han blev den 12. oktober 1947 dømt til døden ved Københavns Byret, bl.a. for sin medvirken under Aktion Möve, for at have ledet HIPO og siden hele ET/hjælpepolitiet, for at have iværksat ”Bombenatten” den 19.-20. april 1945 og for at have videregivet en ordre fra Otto Mayr om gengældelser for likvideringen af overløjtnant og adjudant i HIPO Mogens Reholt. Østre Landsret nedsatte den 2. april 1948 dommen til tyve års fængsel. Han blev benådet og løsladt i 1953.

## Død
Han døde 86 år gammel den 27. juni 1993 i Norge.